# Assunta Spina (1915)
Assunta Spina ist ein italienisches Stummfilmmelodram von Gustavo Serena aus dem Jahr 1915. Der für die Produktionsgesellschaft »Caesar Film« des Giuseppe Barattolo realisierte Film entstand nach einer literarischen Vorlage von Salvatore Di Giacomo.

## Handlung
In Neapel zu Beginn des 20. Jahrhunderts arbeitet Assunta Spina in einer Wäscherei. Sie ist zwar die Braut des jähzornigen und gewalttätigen Schlächters Michele, wird aber heftig umworben von Raffaele. Von ihr abgewiesen, schreibt er, um sich zu rächen, einen anonymen Brief an ihren Bräutigam, worin er sie der Untreue zeiht, wenn dieser abwesend ist. Als sie bei einem Fest Raffaeles Aufforderung zum Tanz annimmt, weil sie sich von Michele vernachlässigt fühlt, geht dieser, vor Eifersucht halb blind, mit dem Messer auf sie los und entstellt sie im Gesicht. Michele wird verhaftet und kommt vor Gericht. Bei der Verhandlung will sie ihn retten und behauptet, sie habe ihn herausgefordert, doch das Gericht glaubt ihr nicht.
Vom stellvertretenden Vorsitzenden Federico lässt sie sich zu einem Handel überreden: ihr Michele soll die zwei Jahre, zu denen er verurteilt wurde, im nahen Gefängnis von Neapel absitzen statt im fernen Avellino, so dass sie ihn in der Zelle besuchen kann – aber nur, wenn sie sich dafür mit Federico einlässt.
Am Tage vor Heiligabend erwartet sie den Mann in ihrem Hause. Doch noch vor ihm erscheint Michele, der ein halbes Jahr vor der Zeit entlassen wurde. Assunta gesteht ihm alles, und der vor Eifersucht rasende Michele ersticht den stellvertretenden Vorsitzenden vor Assuntas Augen. Als die Polizei eintrifft, übernimmt sie die Verantwortung für die Tat, um Michele vor Strafe zu bewahren, und wird abgeführt.

## Hintergrund
Salvatore Di Giacomos Erzählung „Assunta Spina“ wurde bereits 1909 dramatisiert und mit Erfolg auf dem Theater aufgeführt.
Die Außenaufnahmen zu „Assunta Spina“ wurden in und um Neapel in Süditalien gedreht. An der Kamera stand Alberto G. Carta. Die Filmbauten schuf Alfredo Manzi. Der Film war viragiert und wurde in Rom am 28. Oktober 1915 uraufgeführt. Er lief außerdem in Schweden unter dem Titel Ett sonat brott und in Japan.

## Rezeption
„Ungefähr 1915 fand der Verismo Eingang in den italienischen Stummfilm. Es ging hier vor allem um eine möglichst realistische Darstellung von Menschenschicksalen aus den unteren Gesellschaftsschichten. […] Francesca Bertini war eine Hauptvertreterin dieser Richtung im Stummfilm. Sie gehört zu den ersten großen Filmschauspielerinnen und galt als die Diva des italienischen Stummfilms. “Assunta Spina” ist einer ihrer berühmtesten Filme. Sie zeichnete sich vor allem, wie auch in “Assunta Spina”, durch die Darstellung leidenschaftlicher und innerlich im Widerspruch stehender Frauenschicksale aus, die sie mit natürlicher Gestik darstellte.“
("Maria" bei gabelingeber)
„Die Aufnahmetechnik dieses Filmes ist noch unbeholfen, die Bewegungen der Kamera beschränken sich auf einige Horizontal-Einstellungen, die Grossaufnahme – die binnen kurzem bis zur Besessenheit um sich greifen wird – erscheint hier nur flüchtig; der Film besteht größtenteils aus Nahaufnahmen, d. h., er wurde in einer Distanz gedreht, die sowohl dem wechselnden Ausdruck der Gesichter wie auch dem Gebärdenspiel der Schauspieler gerecht wurde. Da die künstliche Beleuchtung noch fehlte, wurden die Aussenaufnahmen an der Sonne und die Innenaufnahmen unter dem Licht, das die Glaswände des Filmateliers zurückwarfen, gemacht. Die Schatten sind deshalb hart und die Effekte roh. Das gleiche Objekt wurde für Fern- und Nahaufnahmen verwendet. Aber die Photographie ist sauber und klar (ein Verdienst des Kameramannes Alberto Carta), und einige Aussenaufnahmen würden auch einem guten modernen Film wohl anstehen.“
(Filmstudio Sonderheft: Meisterwerke des italienischen Stummfilms 1959)
Der Kulturkanal Arte strahlte den Film am 21. September 2000 im deutschen Fernsehen aus. Die restaurierte Fassung wurde mit einer 1993 komponierten Musik versehen, die sich an neapolitanischen Volksweisen orientiert.